# Ocrepeira willisi
Ocrepeira willisi là một loài nhện trong họ Araneidae.
Loài này thuộc chi Ocrepeira. Ocrepeira willisi được Herbert Walter Levi miêu tả năm 1993.